# Plectris metallescens
Plectris metallescens är en skalbaggsart som beskrevs av Moser 1918. Plectris metallescens ingår i släktet Plectris och familjen Melolonthidae. Inga underarter finns listade i Catalogue of Life.